# Solonópole
Solonópole là một đô thị thuộc bang Ceará, Brasil. Đô thị này có diện tích 1536,158 km², dân số năm 2007 là 17011 người, mật độ 11,07 người/km².